# Површинске воде
Површинске воде представљају водене токове на копну и спадају у обновљиве ресурсе. Као такви представљају веома важан део Екосистема у глобалном и хидросистема, у регионалном смислу територије Републике Србије. Површинске воде у Србији чине значајну инфраструктурну мрежу пловних путева која доприноси Србији у смислу  регионалног развоја индустрије, речног саобраћаја, туризма, заштите животне околине на територији Републике Србије.

## Подела површинских вода
На територији Републике Србије према значају воде се деле на Воде 1. и 2. реда.
Подела се огледа у положају водотока у односу на граничну територију Републике Србије, величину и карактер слива, режим водотока са аспектима коришћења вода, заштита вода и штетног утицаја вода на безбедност и здравље становништва на територији Републике Србије. 
Воде се такође деле на текуће и стајаће на површини копна. Водна тела се разврставају у типове на основу вредности: надморска висина, географска дужина, ширина,величина слива површинске воде.
Највеће површинске реке у Србији су Дунав и Сава. Дунав са површинским сливом од 81700 km² чини другу највећу реку после Волге у Европи. Највећи проток реке износи 7,324m³/s. Притоке Дунава су Драва, Тиса, Сава. Сава је друга највећа река по току речног слива у Србији са површином од 87,996 km² на територији Републике Србије и протоком од 6,407m³/s. Притоке Саве су Босут, Дрина, Колубара.

## Списак површинских вода према сливовима
Територија Републике Србије богата је посебним воденим простором површинских вода и обухвата водена подручја, а то су:
- Део Црноморског слива - слив реке Дунав
- Егејски слив - подслив Лепеница, Драговиштице
- Јадранског слива - Бели Дрим, подслив Плавске реке
- Слив реке Дунав обухвата подслив Саве, Дрине, Колубаре, подслив Тисе, Јужне Мораве и Западне Мораве, Ибра, Тамиш са Банатским токовима канала, Млаву, Пек, Поречку реку и Тимок.
- Водно подручје реке Саве - слив Саве са Колубаром и Дрином.
- Водно подручје Мораве - подслив Велике Мораве делове Западне и Јужне Мораве и прикључно са Пчињом и Драговиштицом.
- Водно подручје Срема - део речног слива Дунава, подслива Саве на територији Војводине.

## Стратегија управљања површинским водама у Србији
Стратегија управљања површинским водама на територији Републике Србије је утврђена регулативном планском анализом, дугорочним правцима управљања површинским водама.
Стањем квалитета површинских вода руководе Метеоролошке станице на територији Републике Србије са којих се утврђује, на 160 испитиваних станичних места дуж читаве територије речног тока површинских вода. Сама процедура оцене квалитета заснива се на случајним узорцима у различитим временским периодима. Испитивања се раде по усвојеном плану и програму на месечном нивоу, а на укупно 30 станица, раде се и чешће анализе због могуће појаве контаминације површинских вода од стране индустрије и физичких лица у начелу.
Мањи речни токови имају велики стратегијски значај Србије и као таква територија, има хетерогеност површинских вода што представља добру рељефну погодност развоја, посебно прехрамбене индустрије и лак финансијски исплатив транспорт робе и сировина воденим путем до потрошача.

## Дефиниције општих појмова и значења
- Воде су текуће и стајаће на површини копна.
- Река, тело копнене воде,  највећим делом на површини Земље.
- Речни слив, област, са које се сваки површински отицај реке слива ка делти,меандрима,естуару до ушћа или мора.
- Речна обала је појас земљишта 10m³ која се налази непосредно уз корито воденог тока, језера, акумулације или друге водене површине.
- Меандри чине кривудави ток површинских вода у равничарским крајевима, настају ерозивним деловањем воде, која тече полако на површини земљишта, стварајући кривудав ток облика слова С.
- Подслив јесте област са које се сав површински слив креће ка одређеној тачка водотока.
- Водоток је корито текуће површинске воде, заједно са обалама и водом, која стално или повремено тече.
- Водено тело, површина воде је посебан и заједнички елемент површинских вода, језера, акумулације, поток, река, канал.
- Водени систем чине све површинске воде, водна земљиште и водни објекти на одређеном простору и времену.
- Водни ресурси представљају све површинске воде по количина и квалитету.
- Стајаће воде су природна језера, акумулације, рибњак, баре, мочваре, са сталним  и  повременим дотоком површинске воде[2]
- Вештачко водено тело је водена површина створена људском активношћу на неком подручју.
- Мелиорационо подручје је део површинског воденог подручја, на коме се мелиорацијским системима за наводњавање и одводњавање уређује земљиште приобаља и подстиче квалитет обрадиве површине.
- Акумулације су водене површине са могућим дотоком површинске воде, чија запремина прелази 20 000m³ и дубина 10m, представља стратешки значај Србије у развијању туризма, спортског риболова и снабдевању становништва водом за пиће.